# Clima quente
Clima quente è un singolo dei cantanti brasiliani Pabllo Vittar e Jerry Smith, pubblicato il 1º marzo 2020 come primo estratto dal terzo album in studio di Pabllo Vittar 111.

## Video musicale
Il video musicale è stato reso disponibile il 1º marzo 2020, in concomitanza con l'uscita del brano.

## Tracce
Testi e musiche di Pabllo Vittar, Arthur Marques, Maffalda, Pablo Bispo, Rodrigo Gorky, Weber e Zebu.
1. Clima quente – 2:20

## Formazione
- Pabllo Vittar – voce
- Jerry Smith – voce
- Weber – produzione
- Brabo Music Team – produzione
- Chris Gehringer – mastering
- Filip Nikolic – missaggio